# Barbora Kodetová
Barbora Kodetová Šporclová, (rozená Kodetová, * 6. září 1970 Praha) je česká herečka a zpěvačka, dcera herce Jiřího Kodeta a Soni Kodetové, prapravnučka českého herce Vendelína Budila, vnučka herečky Jiřiny Steimarové a sochaře Jana Kodeta, pravnučka herce Jiřího Steimara a sochaře, malíře a grafika Emanuela Juliana Kodeta, členka české umělecké a divadelnické rodinné dynastie Steimarů a Kodetů.

## Životopis
Po absolutoriu Pražské konzervatoře, kde získala titul DiS., byla v letech 1991 až 1996 členkou hereckého souboru činohry Národního divadla v Praze. Poté hrála v divadelním spolku Kašpar, dva roky v Městském divadle v Mladé Boleslavi, ve Švandově divadle či v Činoherním klubu.
Ztvárnila i filmové role ve snímcích Učitel tance, Rivers of Babylon a ve dvou dílech americké fantasy Duna a Děti Duny. Hrála také například ve filmu České televize Útěky a v jedné z hlavních rolí seriálu TV Nova Redakce.
Od roku 2005 žije s houslistou Pavlem Šporclem, za kterého se 1. května 2015 provdala a s nímž má dvě dcery, Violetu (* 26. července 2007) a Sophii (* 24. srpna 2009). Třetí, nejstarší dceru Lily Kodetovou (* 2001) má z předchozího vztahu s Robertem Hozákem.

## Filmografie

### Herecká filmografie
- 1987 – Počkej si na bílé štěstí [TV seriál]
- 1989 – Čajová Julie [TV film]
- 1991 – Tajemství [TV film]
- 1991 – Princezna Fantaghiro (bílá Hexe) [TV film]
- 1992 – Vítr na konci léta [TV film]
- 1992 – Princezna Fantaghiró 2 (Kateřina) [TV film]
- 1992 – O myrtové panně (druhá panna) [TV film]
- 1992 – O dvou sestrách a Noční květině (Kakima) [TV film]
- 1992 – Nikdy nekončí [TV film]
- 1993 – Princezna Fantaghiró 3 (Catherine) [TV film]
- 1993 – Hora jménem Andělská (dívka) [TV film]
- 1994 – Učitel tance (Lydie)
- 1995 – Rok na vsi [divadelní záznam]
- 1995 – Posel (Anna) [TV film]
- 1995 – Aneta (Erna Martinová) [TV seriál]
- 1996 – Poe a vražda krásné dívky – 1. řada – první a druhý díl (Mary Rogersová) [TV film]
- 1996 – Na hraně [TV film]
- 1997 – Arrowsmith – 1. řada – třetí díl (Maid) [TV seriál]
- 1998 – Rivers of Babylon (Lenka)
- 1999 – Den Starkare (Nora)
- 1999 – Hříšní lidé města brněnského – díl Záhadné zmizení Lily Košvancové (Lily, Košvancova dcera) [TV seriál]
- 2000 – Případy detektivní kanceláře Ostrozrak – díl Vražda pro štěstí I. (Julie Patrochová, Kalendova sekretářka) [TV seriál]
- 2000 – Duna – 1. řada – druhý a třetí díl (Chani) [TV seriál]
- 2003 – Útěky [TV film]
- 2003 – Děti planety Duna – 1. řada – první díl (Chani) [TV seriál]
- 2003 – Metamorphosis (Felice Bauer)
- 2004–2005 – Redakce (Alice Poláková) [TV seriál]
- 2004 – Princ a já (asistentka učitele angličtiny)
- 2006 – Tristan a Isolda (Lady Marke)
- 2009 – Synova válka (Františka Wiener) [studentský film]
- 2009 – Peklo s princeznou (chůva Bětuše)
- 2012 – Ach, ty vraždy! – díly Archiv Felixe Burgeta a Proces doktorky Kalendové (Sahulová) [TV seriál]
- 2013 – Nevinné lži – 1. řada – díl Chromozom (Andrea) [TV seriál]
- 2013 – Colette (Yvete Mc Caine)
- 2014 – Bez hranic – díl The Velvet Glove (Nora Skálová) [TV seriál]
- 2014 – Nevinné lži – 2. řada – díl Vedlejší příznaky (Lea) [TV seriál]
- 2014 – Život a doba soudce A. K. – díly Chudák skřítek Melichar, Diskrétní odpad, Střelec, Válka pokračuje a Rodina (státní zástupkyně Houdková, kolegyně Adama Klose) [TV seriál]
- 2015 – Místo zločinu Plzeň (soudní lékařka Jana Barešová) [TV seriál]
- 2015 – Přístav – díly Pozornost podniku, ZAVŘENO, PIDOS, Omluva se nepřijímá, Náš báječný rozvod, Že by láska, Modelka na půl úvazku, Dotočná a Kozel (právnička) [TV seriál]

### Námět
- 2014 – Nevinné lži – 2. řada – díl Vedlejší příznaky

### Dokumentární
- Příběhy slavných
- 2006 – Předčasná úmrtí: Já si ten život sním syrovej
- 2014 – Tajemství Jiřího Kodeta

### TV pořady
- O poklad Anežky České
- 1998 – Nikdo není dokonalý
- 2005 – Uvolněte se, prosím
- 2005 – Banánové rybičky – díl Jak využít dobrotu
- 2005 – Pošta pro tebe
- 2006 – Žito
- 2007 – Vánoční posezení u muziky
- 2009 – Top star magazín
- 2010 – Top star magazín
- 2010 – Všechnopárty
- 2011 – Fakta Barbory Tachecí
- 2011 – Barrandovský videostop
- 2011 – Světla ramp: pocta Barrandovu
- 2011 – Show Jana Krause

### Dabing
- 199× – film Princezna Fantaghiro: Jeskyně Zlaté růže – Barbora Kodetová, Anna Geislerová (Kateřina, Královna skřítků)
- 1996 – TV film Nemocnice Chicago Hope – 2. série – Cynthia Lynch (Gail Broussardová) a Tamlyn Tomita – (Tina Suttonova 3.ex)[10]
- 1998 – film Lví král 2: Simbův příběh – Neve Campbell (Kiara)
- 200× – film Zločin z vášně: Náměsíčný vrah – dabing Nova – Hilary Swank (Lauren Schall)
- 200× – film Iásón a argonauti – Natasha Henstridge (Hypsipyle)
- 2000 – film Dinosaurus – Julianna Margulies (Neera)
- 2001 – TV seriál Duna – dabing Maya – Barbora Kodetová (Chani)
- 2002 – TV seriál Duna – dabing VHS – Barbora Kodetová (Chani)
- 2002–2003 – TV seriál Třetí hlídka – 2.–4. série – Savannah Haske (Tatiana)
- 2002 – film Deník Bridget Jonesové – dabing DVD – Shirley Henderson (Jude)
- 2004 – TV seriál Duna – dabing ČT – Barbora Kodetová (Chani)
- 2004 – film Bridget Jonesová: S rozumem v koncích – Shirley Henderson (Jude), Amanda Haberland (novinářka na letišti)
- 2005 – TV seriál Děti duny – dabing ČT – Barbora Kodetová (Chani)
- 2009 – film Oko ve zdi – Catherine H. Flemming (mladá Ellen)
- 2013 – film Colette – Barbora Kodetová (Yvete Mc Caine)[11]
- 2014 – TV seriál Království – Megan Follows (královna Kateřina Medicejská)
- 2015 – TV seriál Bylo, nebylo – 2. série – Annabeth Gish (Anita) a Rena Sofer (královna Eva)[12]
- 2015 – TV film Báječní sousedé – Ulrike C. Tscharre (Anne Börnerová)[13]

### Voiceover
- 1997 – Travis (hlas) [TV film]

## Divadlo

### Vybrané divadelní role
- Divadlo na Vinohradech (Činoherní klub)
  - 1988 – Dům (Mařenka, nejmladší)[14]
  - 1990 – Žebrácká opera (Polly)[15]
- Agentura pražské kulturní služby (Nádvoří Starého purkrabství – Agentura Globe)
  - 1990 – Sen noci svatojánské (Helena)[16]
- Činoherní klub
  - 1990 – Smyčka - Bludiště (dívka) – vystupovala v alternaci s Ivetou Eimannovou[17]
  - 2000 – Lesoduch (Jelena) – vystupovala v alternaci s Mahulenou Bočanovou[18]
  - 2006–2012 – Rodinná slavnost (Helena) – vystupovala v alternaci s Zuzou Frenglovou[19]
- Národní divadlo (Stavovské divadlo)
  - 1991 – Sbohem, Sókrate (Klára) – vystupovala v alternaci s Klárou Pollertovou-Trojanovou[20]
  - 1991 – Bílý muž a Rudá tvář židovský western (Rút) – vystupovala v alternaci s Barborou Hrzánovou[21]
  - 1992 – Katynka z Heilbronnu aneb Zkouška ohněm (Katynka)[22]
  - 1992 – Katynka z Heilbronnu aneb Zkouška ohněm (Katynka) – obnovená premiéra[23]
  - 1995 – Dva shakespearovští herci (Anna Hollandová)[24]
  - 1996–1998 – Oidipús vladař (Chór)[25]
- Městská divadla pražská (Divadelní spolek Kašpar – Divadlo Rokoko)
  - 1991 – Hodina mezi psem a vlkem (Žanka) – vystupovala v alternaci se Zuzanou Stivínovou ml.[26]
- Národní divadlo
  - 1992 – Falkenštejn (Kněžice Kunhuta)[27]
  - 1992 – Zimní pohádka (Perdita)[28]
  - 1993 – Saténový střevíček (Doňa Muzika)[29]
  - 1993–1999 – Rok na vsi (Anežka)[30]
  - 1993 – Radúz a Mahulena (Mahulena, dcera Stojmíra, krále tatranského a Runy, jeho ženy) – vystupovala v alternaci s Kateřinou Lojdovou[31]
  - 1994 – Sluha dvou pánů (Clarice, dcera Pantalonea de Bisogno) – roli později převzaly Sabina Králová, Jana Janěková ml., Kateřina Holánová a Kristýna Hrušínská[32][33]
  - 1994 – Peer Gynt (Anitra)[34]
- Divadlo Viola
  - 1995 – Cypljonok žárenyj ili Malé kuře s velkou oblohou[35]
  - 1998 – Bohové, vraťte se, turistům se stýská[36]
  - 2000 – U řeky Piedra jsem usedla a plakala (Pilar)[37]
- Misery Loves Company (Divadelní spolek Kašpar – Divadlo v Celetné)
  - 1995–1996 – King Stag (Král jelenem) (Clarissa)[38]
- Divadelní spolek Kašpar (Divadlo v Celetné)
  - 1996–1997 – Za vším vězí ďábel (Amalasunta)[39]
  - 1997–2002 – Proměny (Sára)[40]
  - 1997–1999 – Sestup Orfeúv (Lady Torrancová)[41]
  - 1998 – Plešatá zpěvačka (nočník)[42]
  - 1998–2002 – Štědrý den (Marion)[43]
  - 1999–2003 – Lišák[44]
- Městské divadlo Mladá Boleslav
  - 1998 – Tři sestry (Olga, sestra Andreje Prozorova)[45]
  - 1998–1999 – Pohleď a budeš udiven (Honey Wainwright)[46]
  - 1998–1999 – Radosti majitele automobilu – Dlouhá cesta aneb... (Gerta) Radostný výlet do Trentonu... (Anička)[47]
  - 1999 – Poprask na laguně (Orsetta)[48]
  - 1999 – Zločiny srdce (Meg Magrathová)[49]
  - 1999 – Léto (Valča Peroutová)[50]
- Lyra Pragensis
  - 1998 – Mladý Shakespeare[51]
  - 1998 – Zelená svatozář[52]
  - 1999 – Mipam - Lama s paterou moudrostí[53]
- Studio Dva (Divadlo Na zábradlí)
  - 2003 – Podzimní sonáta (Eva)[54]
- Studio Dva (Švandovo divadlo)
  - 2005 – Ženy mezi nebem a zemí – Promiňte, omyl! (Elisabeth Stevensonová)[55]
- Divadlo Na Jezerce
  - 2005 – Prokletí nefritového škorpióna (Betty Ann Titzgeraldová) – vystupovala v alternaci s Kateřinou Lojdovou[56]
  - 2008 – Válka Roseových (Barbara Roseová)[57]
  - 2010 – Večer tříkrálový (Olivie, bohatá hraběnka)[58]
- Divadlo Bez zábradlí (Divadlo Adria)
  - Od 2015 – Garderobiér (Lady)[59]

## Práce pro rozhlas
- 1990 Jiří Robert Pick: Anekdoty Franci Roubíčka, tragikomedie o muži, který nedokázal neříct anekdotu. Režie Josef Červinka. Natočeno v roce 1990.[60]